# Palmon megarhopalus
Palmon megarhopalus är en stekelart som först beskrevs av Masi 1926.  Palmon megarhopalus ingår i släktet Palmon och familjen gallglanssteklar. Inga underarter finns listade i Catalogue of Life.